# Chenisides bispinigera
Espèce
Chenisides bispinigera est une espèce d'araignées aranéomorphes de la famille des Linyphiidae.

## Distribution
Cette espèce est endémique du Congo-Kinshasa.

## Publication originale
- Denis, 1962 : Notes sur les érigonides. XX. Erigonides d'Afrique orientale avec quelques remarques sur les erigonides éthiopiens. Revue de Zoologie et de Botanique Africaines, vol. 65, p. 169-203.